# Corridonia
Corridonia é uma comuna italiana da região dos Marche, província de Macerata, com cerca de 15.168 habitantes (31/12/2019). No passado, teve outras denominações: primeiro Montolmo, depois Pausula por identificação com a cidade romana de Pausulae. Assumiu o nome atual em 1931, para honra de Filippo Corridoni, sindicalista revolucionário e intelectual italiano. Estende-se por uma área de 62 km², tendo uma densidade populacional de 221 hab/km². Faz fronteira com Francavilla d'Ete (FM), Macerata, Mogliano, Monte San Giusto, Monte San Pietrangeli (FM), Morrovalle, Petriolo, Tolentino, Urbisaglia.;

## Demografia
| Variação demográfica do município entre 1861 e 2011                               |
|                                                                                   |
| Fonte: Istituto Nazionale di Statistica (ISTAT) - Elaboração gráfica da Wikipedia |

## Lugares de Interesse
O centro antigo conserva paredes e edifícios monumentais, como: 
- Igreja dos Santos Pedro, Paulo e Donato
- Museu Paroquial
- Igreja de São Francisco
- Igreja de Santo Agostinho

É possível encontrar também, à rua Roma, uma casa do período Trecento com janelas decoradas por elementos em terracota. Na praça Corridoni se encontra o monumento dedicado a Filippo Corridoni, esculpido por Oddo Aliventi em 1936. A Porta Romana (1790) foi desenhada por Giuseppe Valadier.

## Pessoas notáveis
- Gaetano Michetti † (bispo de Pesaro de 1975 até 1998)